# Bais (España)
Bais (oficialmente San Paio de Bais) es una parroquia española del municipio de Golada, perteneciente a la provincia de Pontevedra, en la comunidad autónoma de Galicia.

## Toponimia
El lugar puede aparecer referido como «Bais» y «Bayas».

## Historia
Hacia mediados del siglo XIX, la parroquia, ya por entonces perteneciente a Golada, tenía contabilizada una población de sesenta habitantes. Aparece descrita en el tercer volumen del Diccionario geográfico-estadístico-histórico de España y sus posesiones de Ultramar de Pascual Madoz con las siguientes palabras:

BAIS ó BAYA (San Payo de): felig. en la prov. de Pontevedra (12 1/2 leg.), dióc. de Lugo (7 1/2), part. jud. de Lalin (2), y ayunt. de Golada: sit. entre las vertientes del Ulla y el Arnejo: su clima es templado y húmedo, aunque bastante sano. La igl. parr. (San Payo) es anejo de la de San Pedro de Baiña (V.): su term. confina con el de las parr. de Borrageiros y Orrea: pobl. 12 vec., 60 almas.
(Madoz, 1846, p. 306)

En 2022, tenía empadronados 35 habitantes.